# 恒隆中心

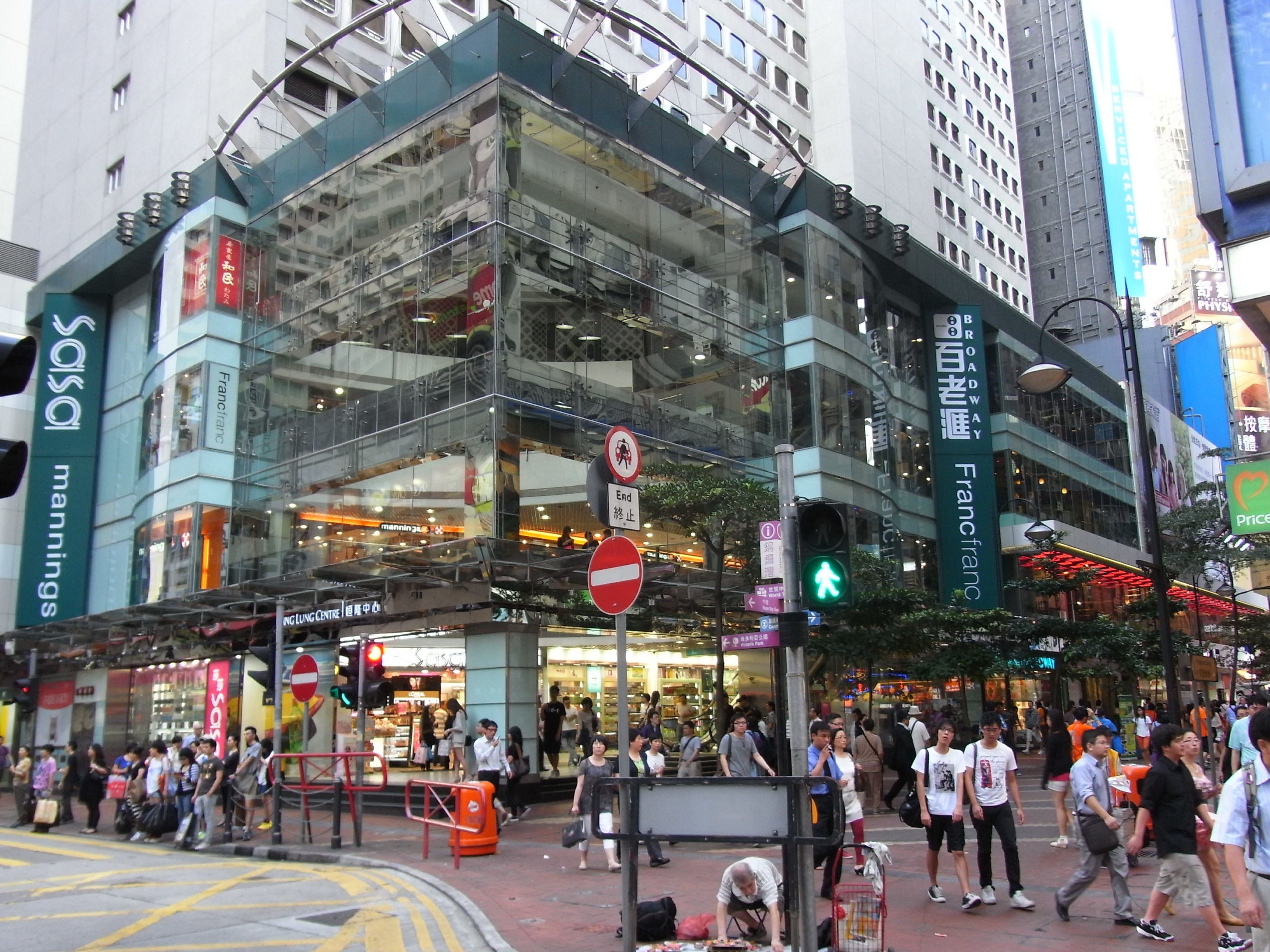
恒隆中心（2012年）

恒隆中心（英語：Hang Lung Centre）是位於香港銅鑼灣百德新街2-20號的商場連辦公樓，於1975年建成（50年前），發展商為恒隆地產。商場一共設有樓高2層的百老滙旗艦店、樓高2層的松本清旗艦店、以及樓高4層的H&M旗艦店；而辦公樓部份則達30,000平方米，會吸引不少速遞公司、醫療機構、電訊公司和運動用品公司進駐。恒隆中心亦會提供近500個車位的停車場。

## 歷史

### 翻新
1999年，業主恒隆地產宣佈翻新恒隆中心，大部分租戶的租約於年內到期，將商場重新定位，將商舖合併改大，大致為兩舖改為一舖，至於寫字樓部分則只會作內部裝修，包括重鋪地板等等，並且跟隨市况調整租金。2001年，翻新工程陸續完成。

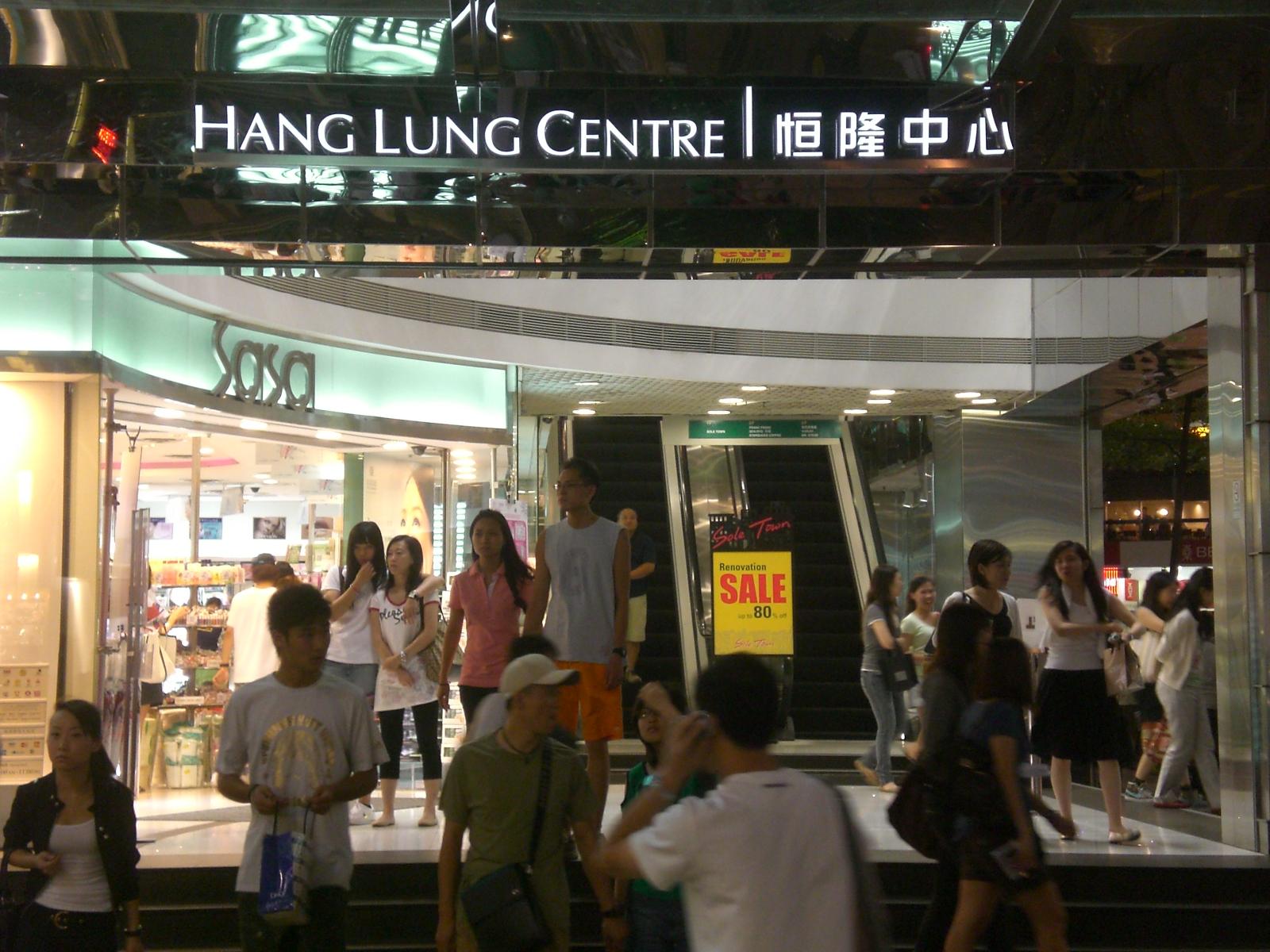
恒隆中心入口（2008年）
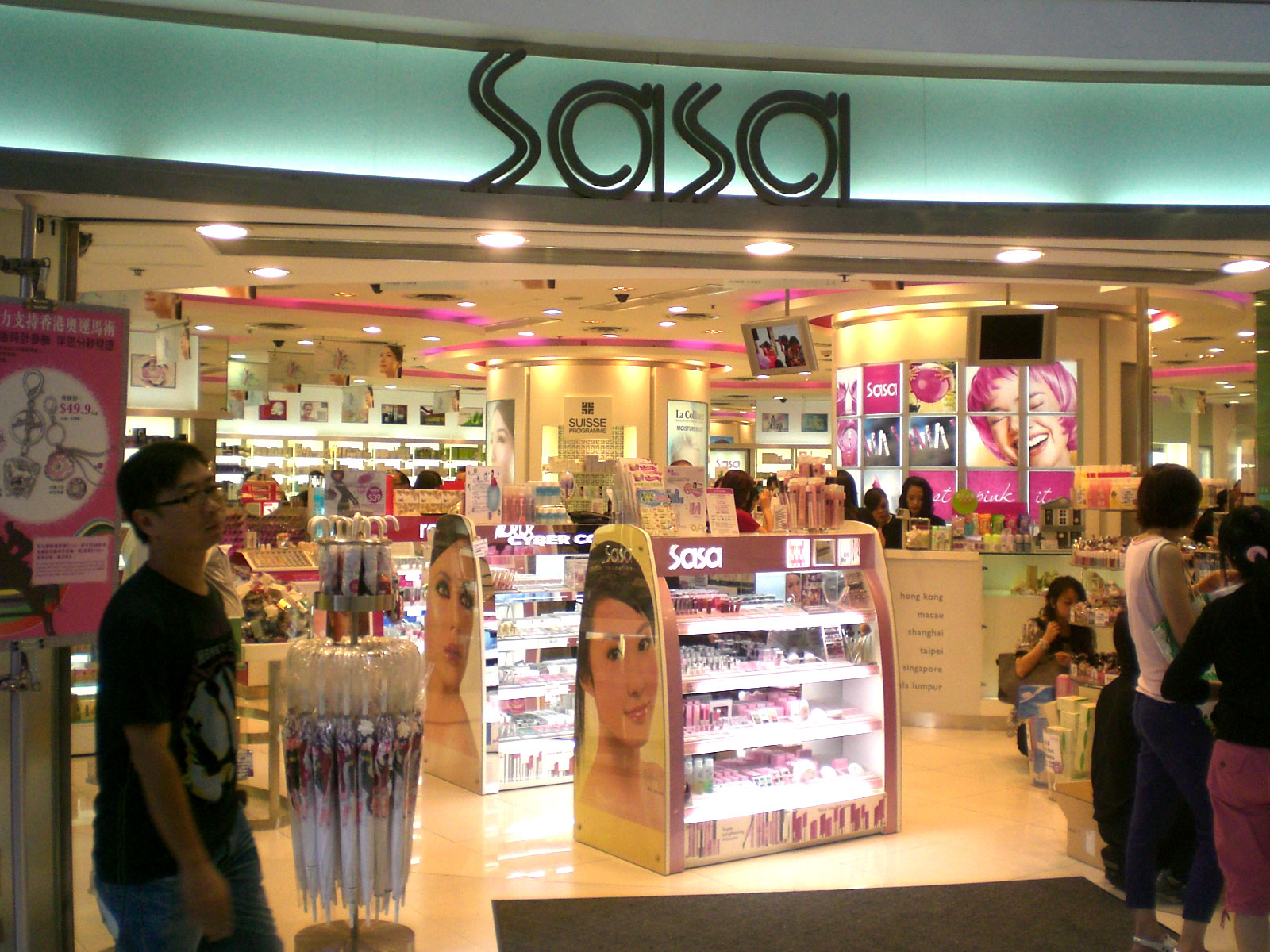
莎莎國際（2008年）
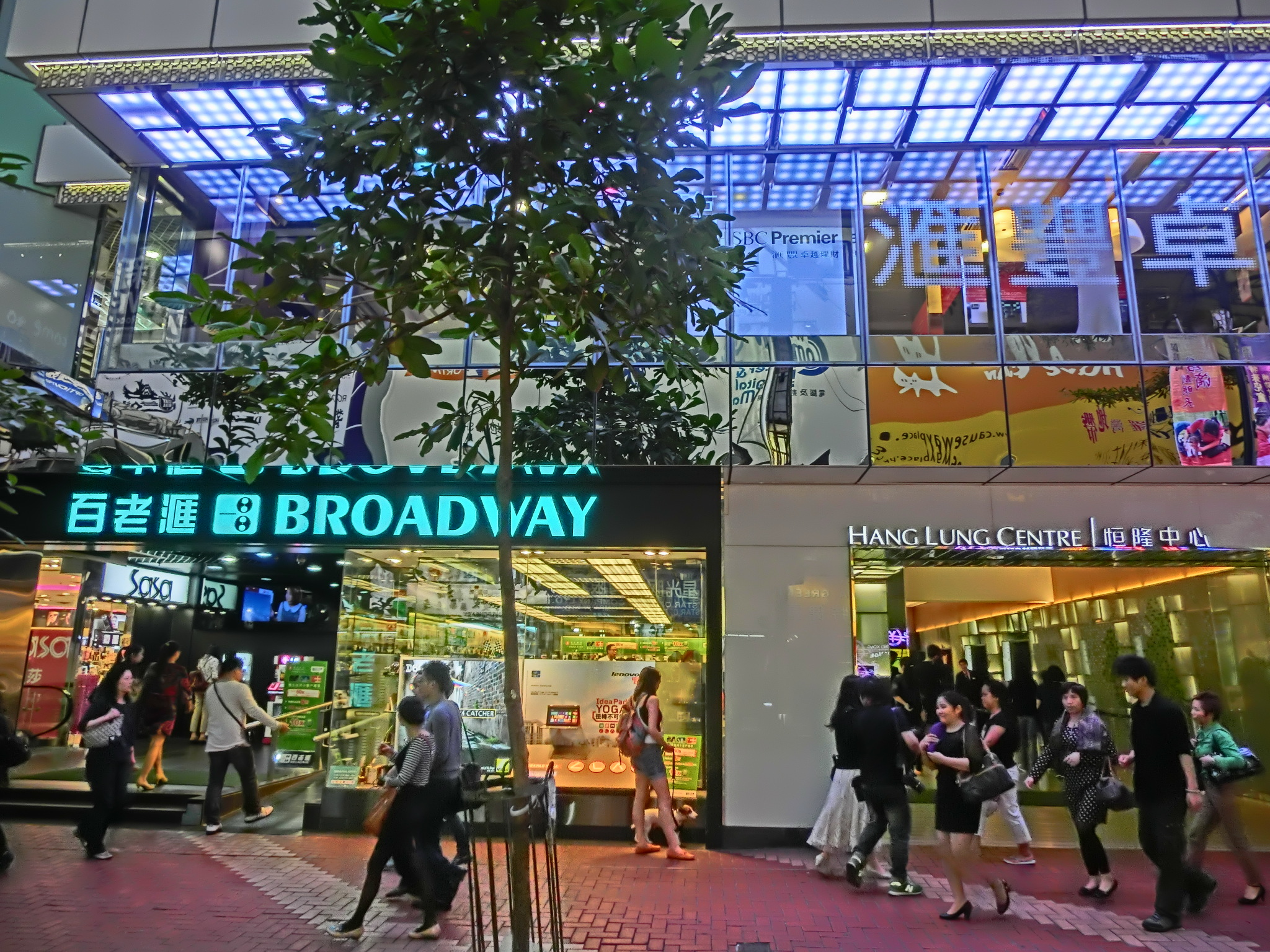
百老滙（第一代）（2013年）
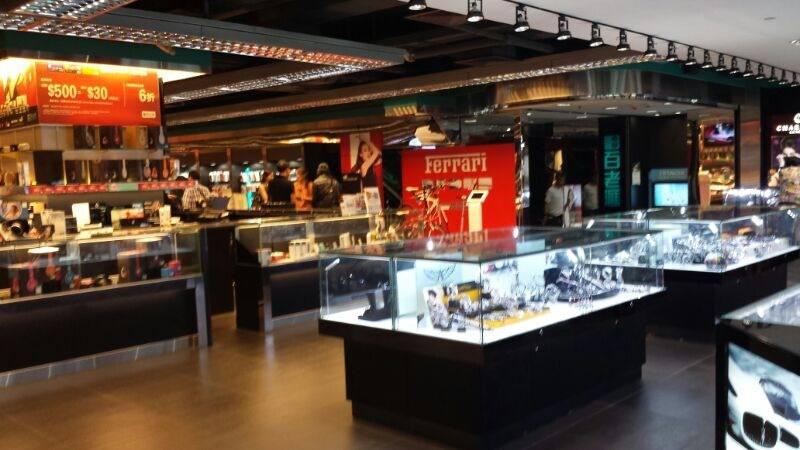
百老滙（第一代）地庫（2013年）
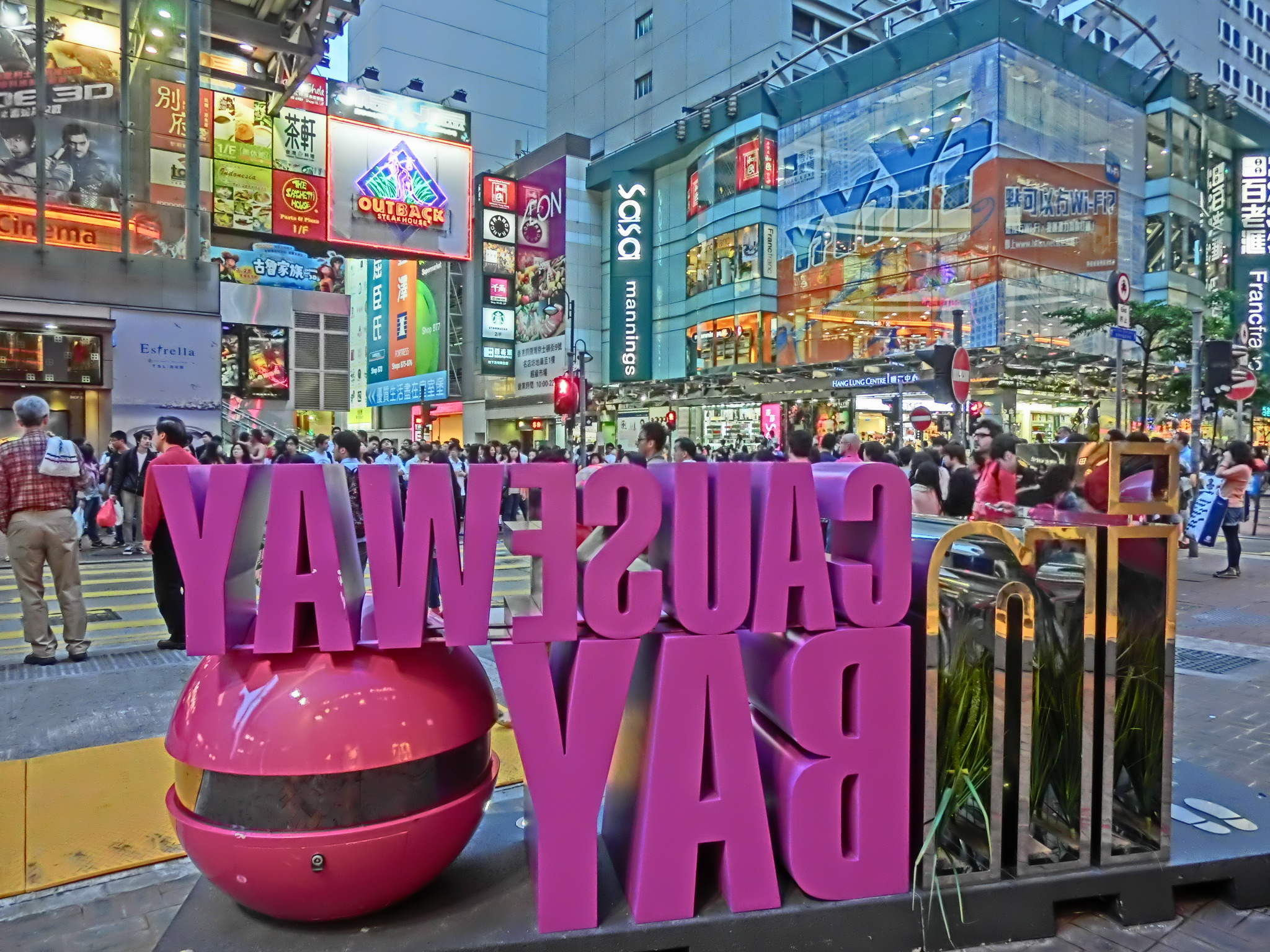
In Causeway Bay期間限定展覽會（2013年）

### 轉型

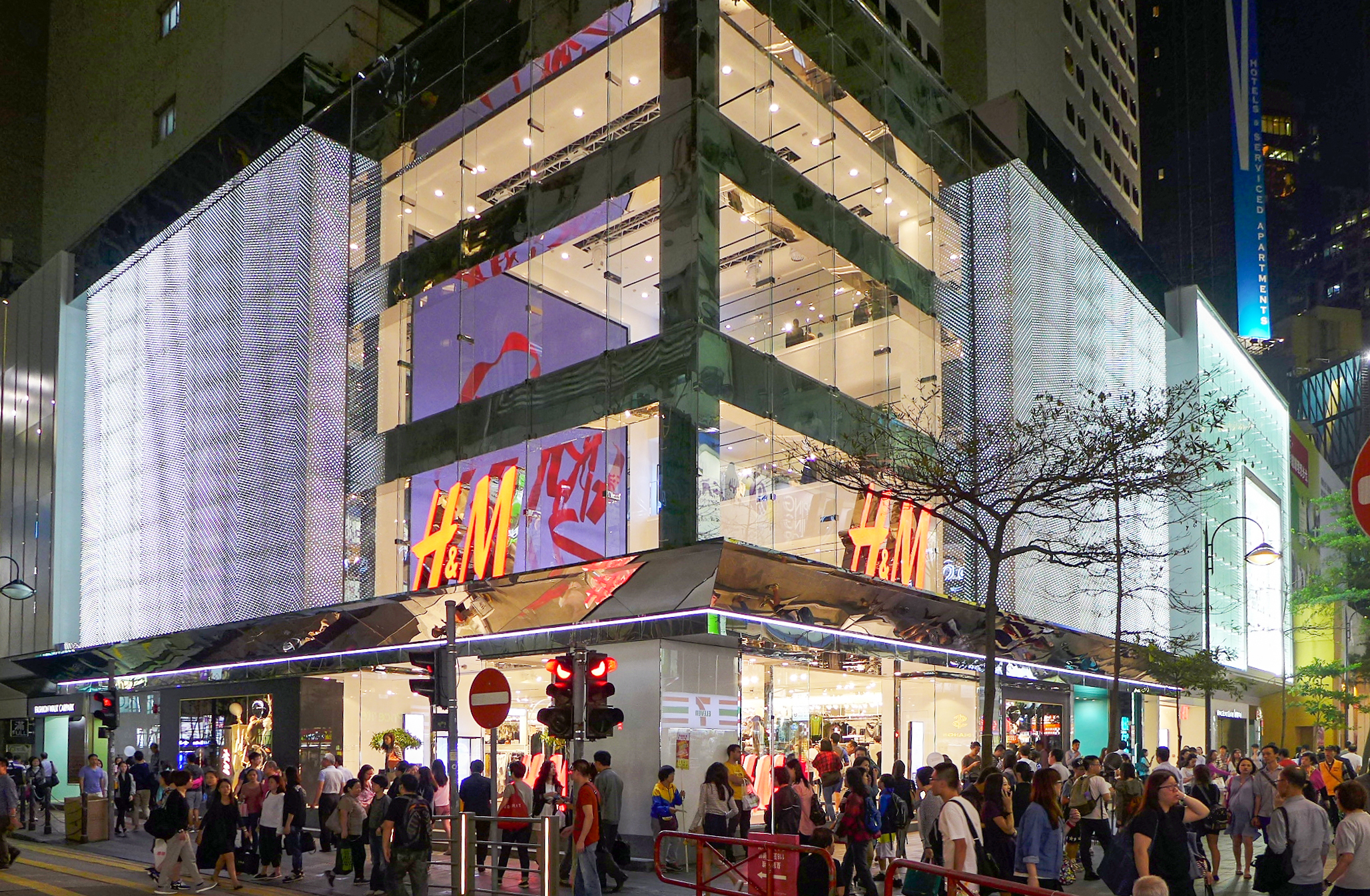
時裝連鎖店H&M在2015年10月至今租用恒隆中心46,000平方呎樓面

2014年10月，時裝連鎖店H&M將會租用商場地下至三樓為旗艦店，達46,000平方呎，佔恒隆中心9成樓面面積，每月租金約900萬港元。商場內的H&M，樓高三層，面積達46,000方呎，為亞洲首家及最大型的H&M全球旗艦店。而地下及1樓1.8萬平方呎舖位由運動服裝店Adidas租用，商場內的商舖已於2015年起陸續結業。H&M於2015年10月開業。

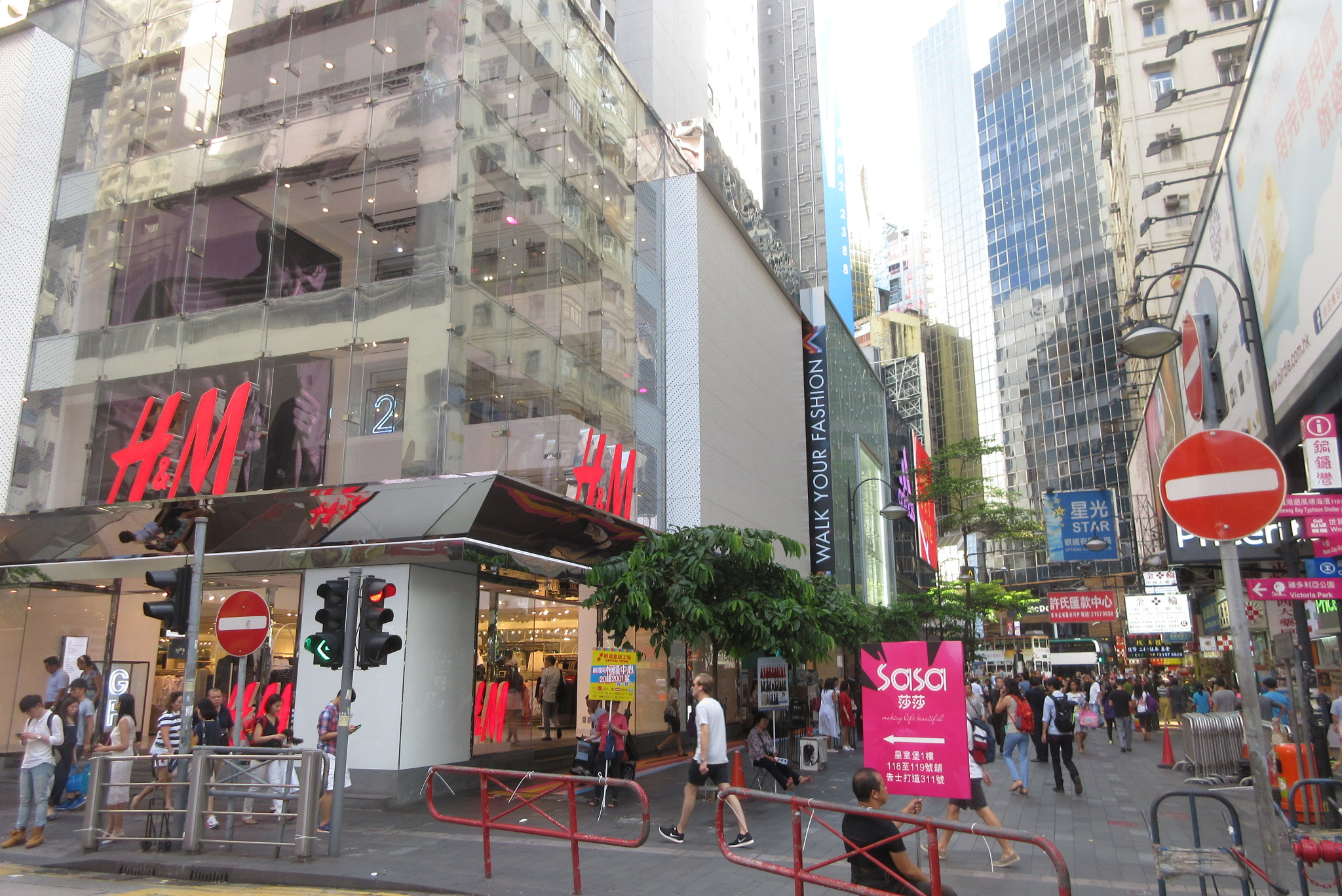
H&M（2017年）
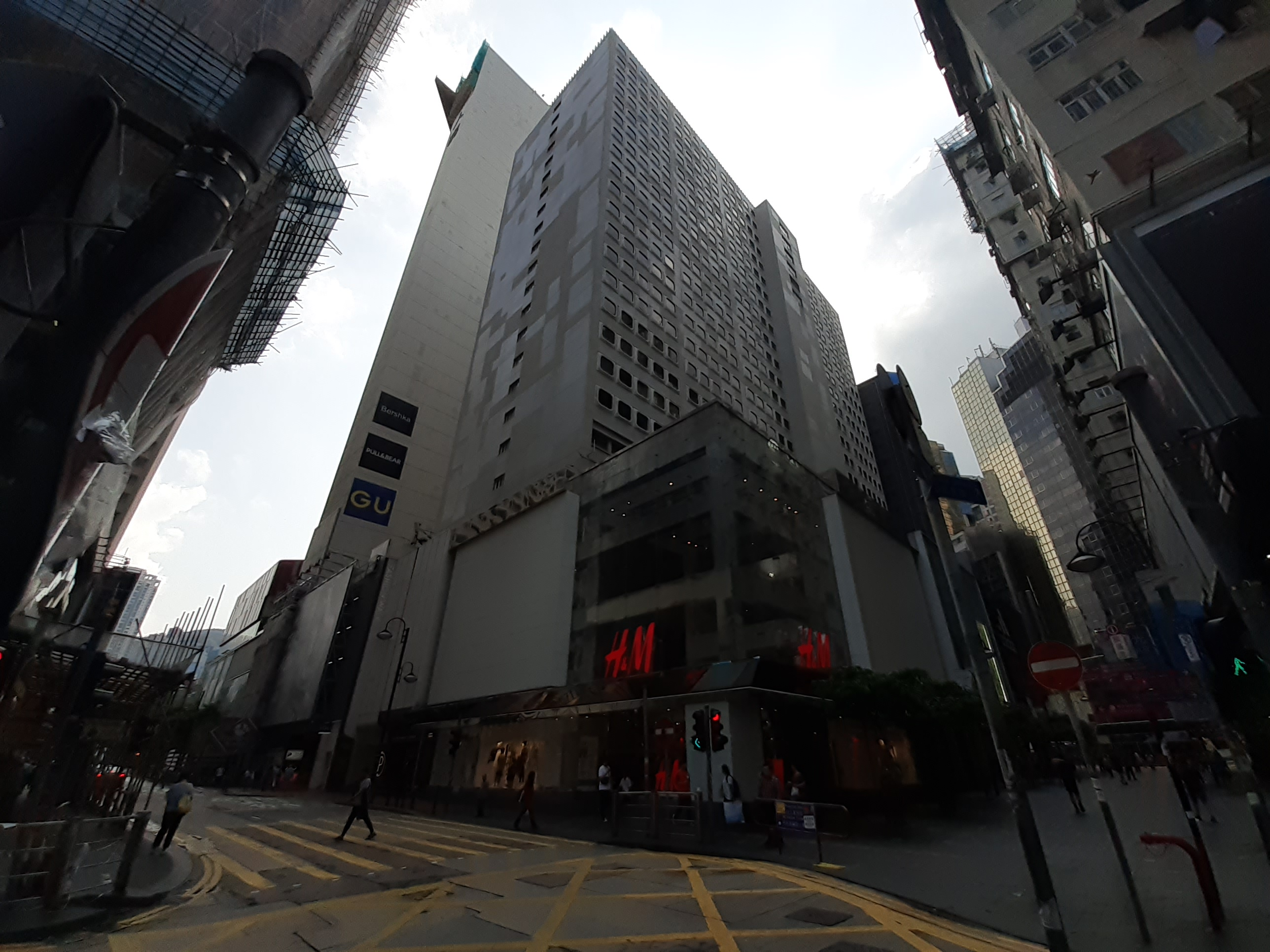
H&M（2019年）
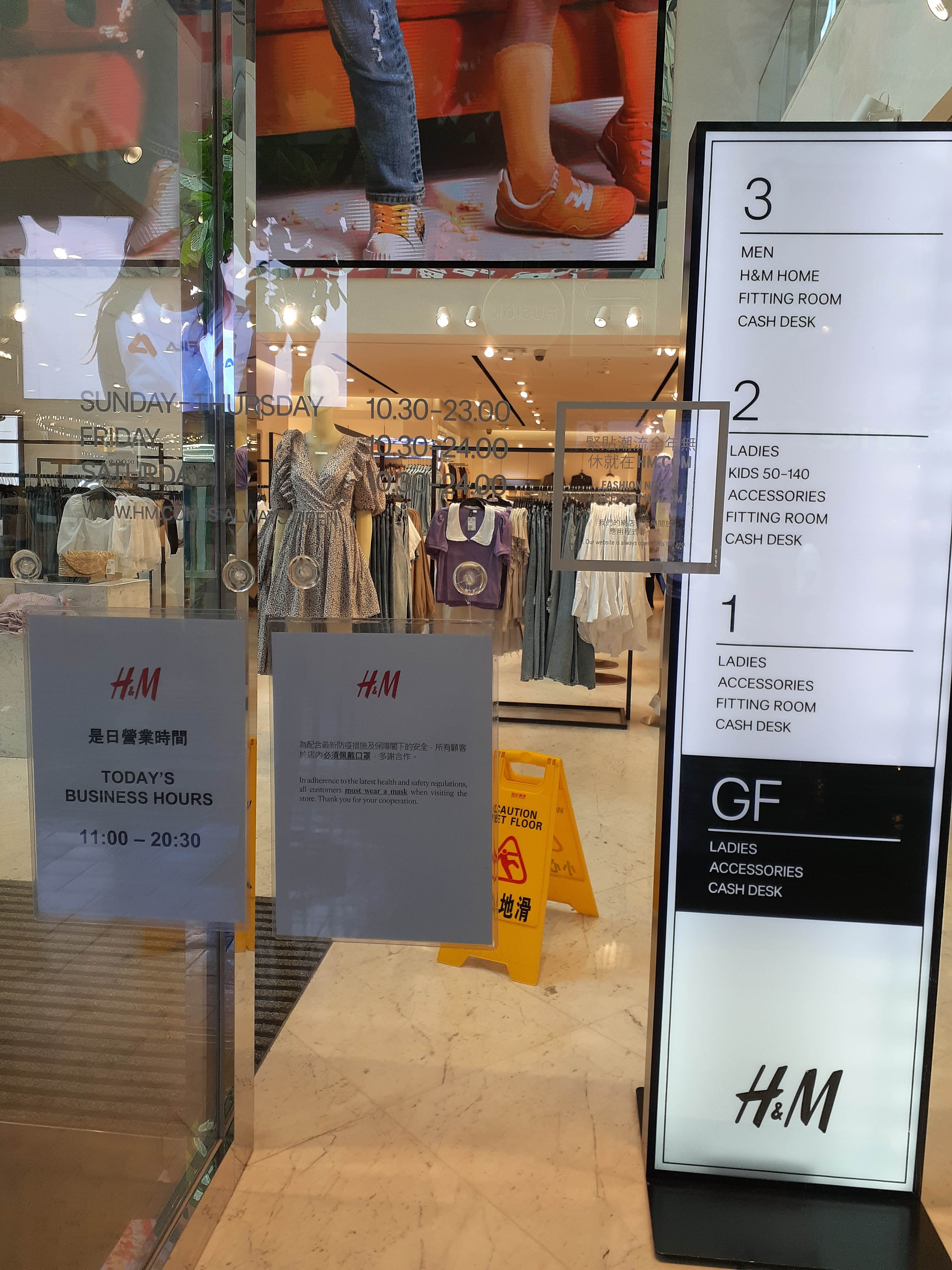
H&M地下（2020年）
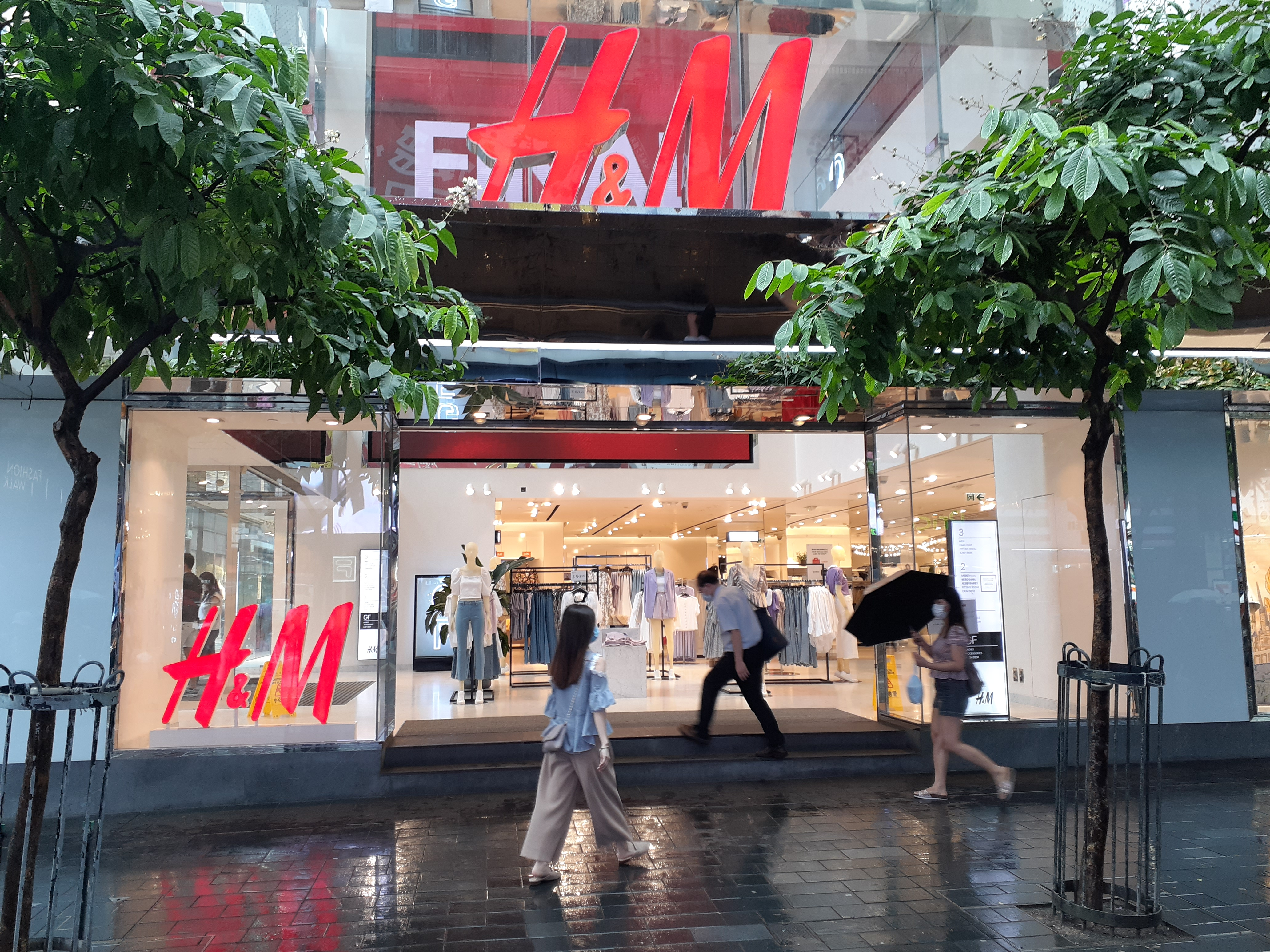
H&M入口（2020年）
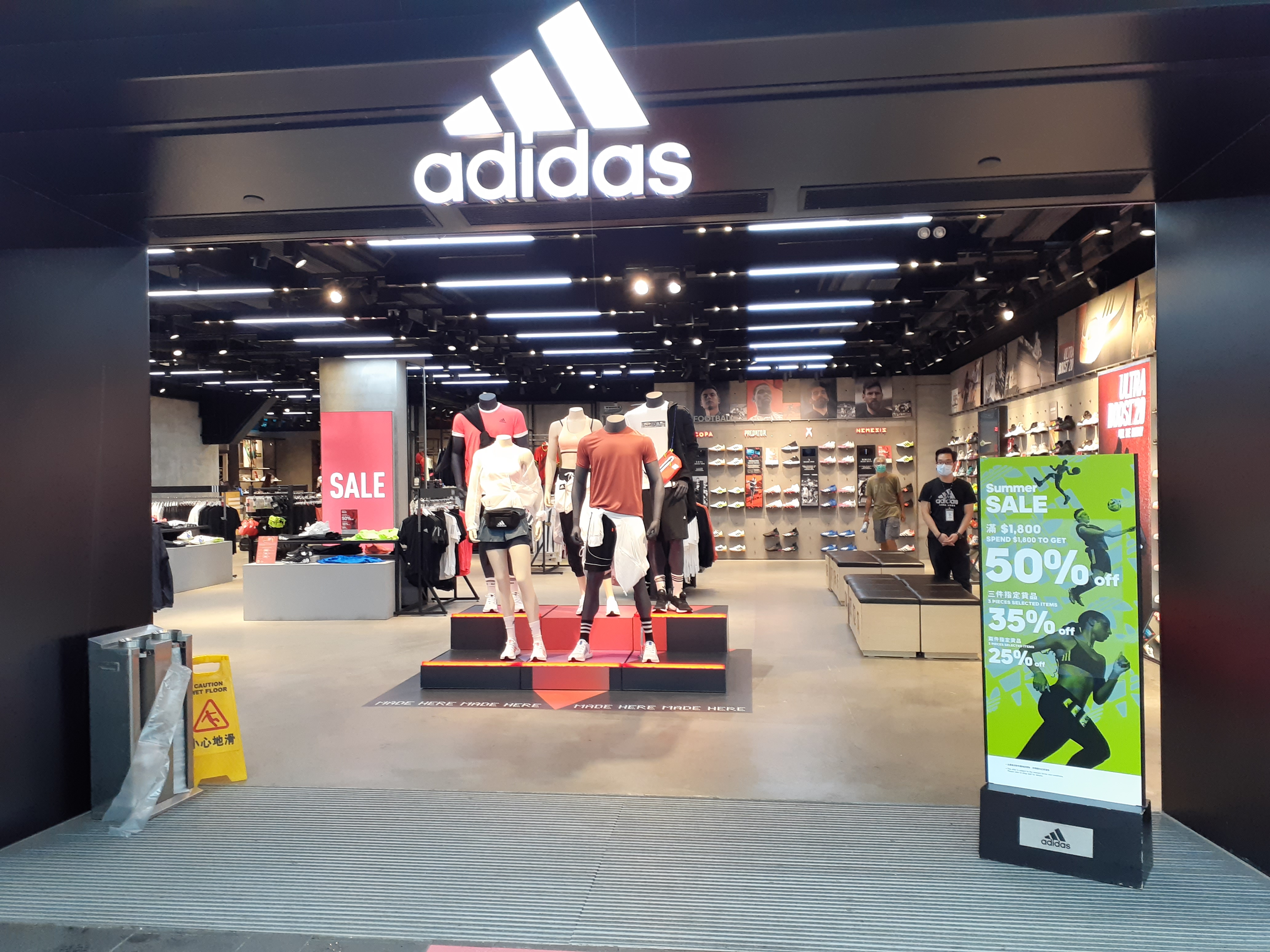
Adidas（2020年）
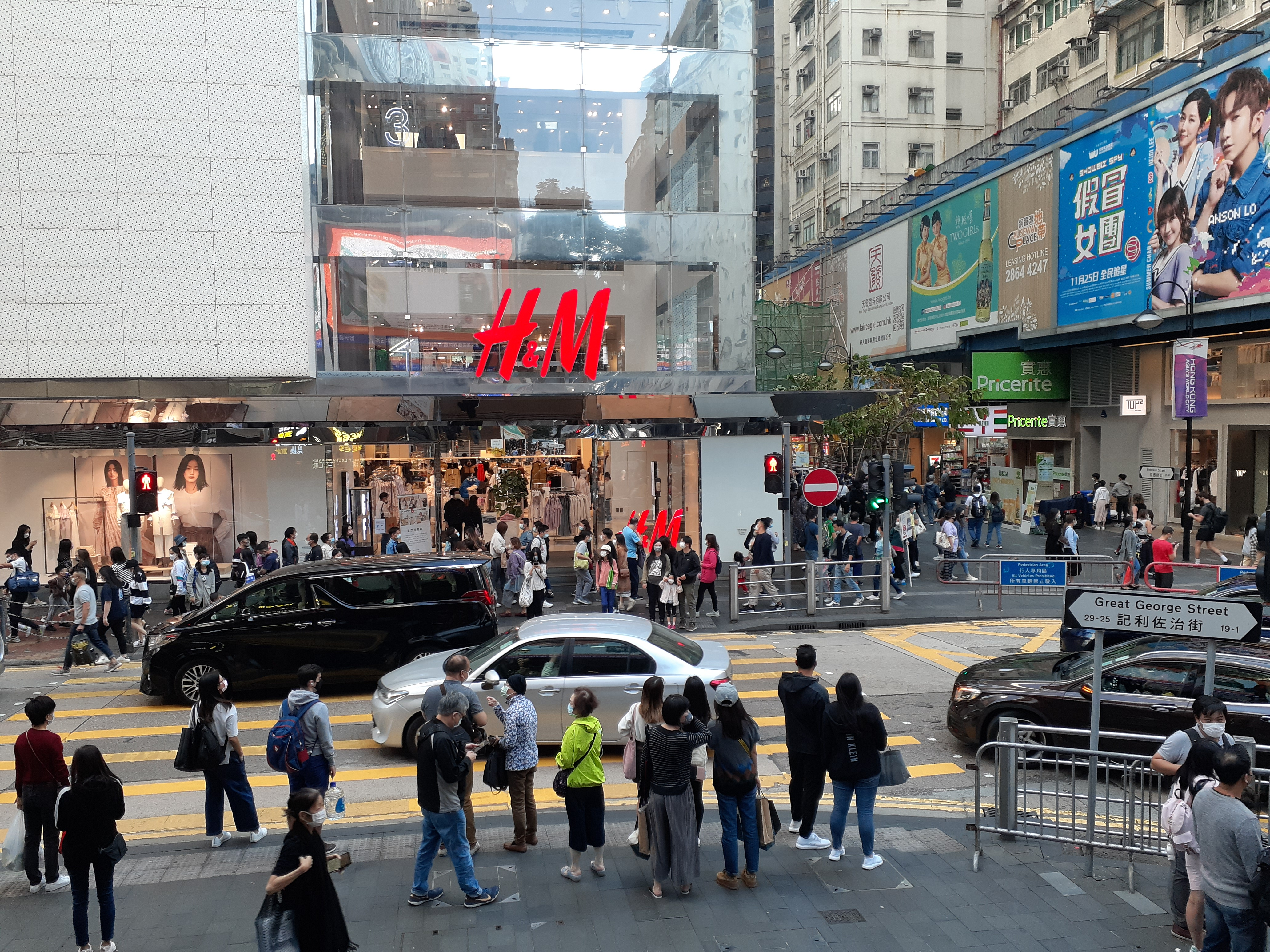
H&M（2021年）
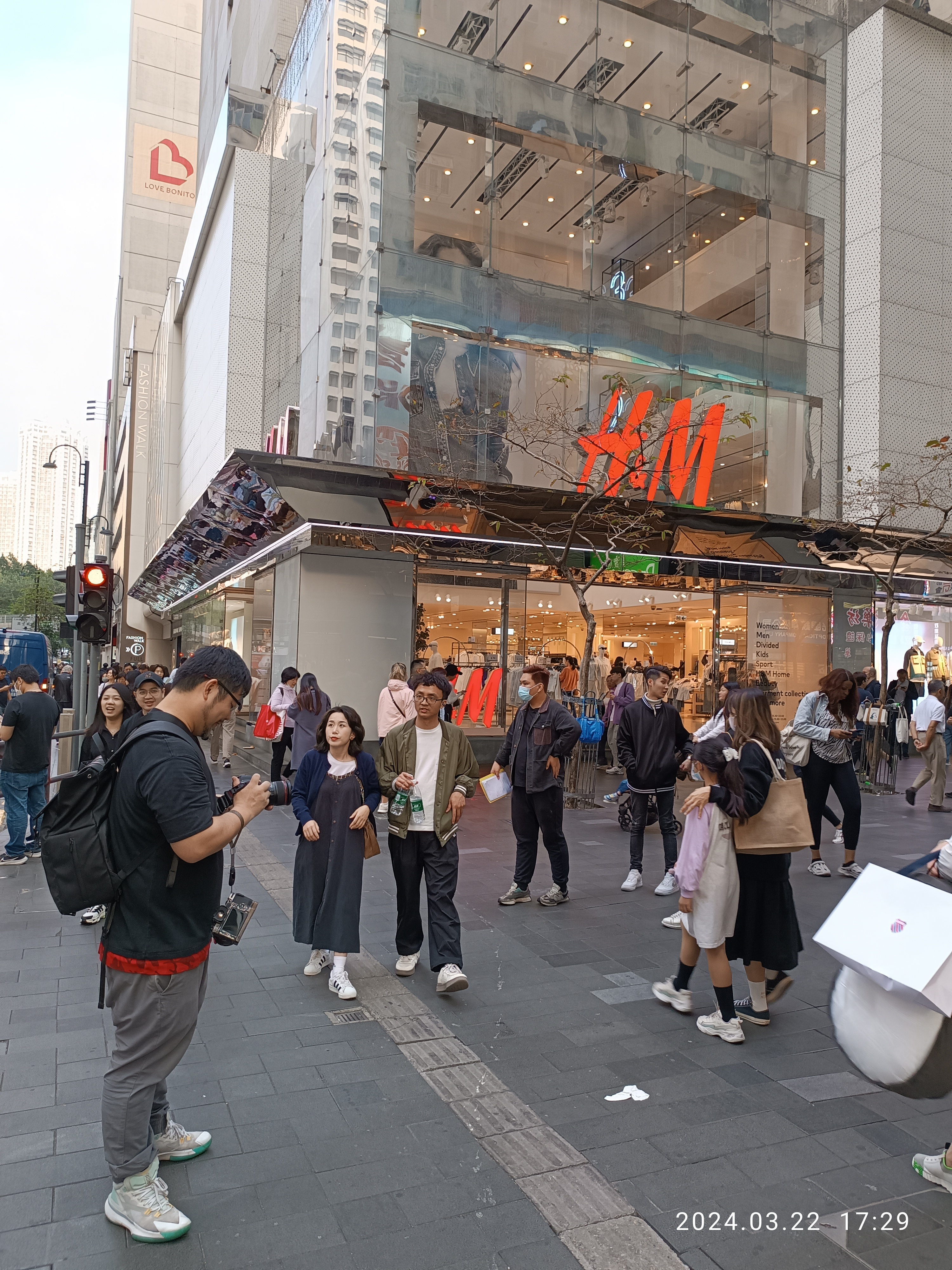
H&M（2024年）

## 外部連結
- 恒隆地產：恒隆中心（页面存档备份，存于）